# NGC 4790
NGC 4790是一個在天球上位於接近室女座邊緣的SBc型棒旋星系，距離地球約6200萬光年。天文學家於2012年在NGC 4790內部發現了可能的超新星SN 2012au。
NGC 4790由威廉·赫歇爾發現於1786年3月25日。

## 外部連結
- SIMBAD entry（页面存档备份，存于）
- NASA Extragalactic Database entry（页面存档备份，存于）
- Messier45 entry（页面存档备份，存于）
- VizieR（页面存档备份，存于）
- Barred Spiral Galaxy NGC 4790（页面存档备份，存于）